# Strelitzia caudata
Strelitzia caudata là một loài thực vật có hoa trong họ Strelitziaceae. Loài này được R.A.Dyer miêu tả khoa học đầu tiên năm 1946.